# KALIBER35 Munich International Short Film Festival

Logo des Festivals

KALIBER35 Munich International Short Film Festival war ein von 2006 bis 2016 jährlich stattfindendes englischsprachiges Kurzfilmfestival. Es widmete sich gemäß seinem Charakter als Lern- und Experimentierfeld des Nachwuchses und seinen anderen ökonomischen Bedingungen ausschließlich dem Kurzfilm als Indikator für Innovationen und Trends, die die im Großraum München angesiedelte Branche zu erschließen versuchte.

## Geschichte
Im Rahmen der Präsentation eigener Kurzfilmproduktionen auf Festivals in Deutschland und weltweit sind den Vertretern der Münchner Filmwerkstatt viele Kurzfilme begegnet, die nie den Weg nach München fanden, sodass der Verein 2005 beschloss, selbst ein Kurzfilmfestival in München zu veranstalten. Prinzipien dabei sind, im internationalen Wettbewerb grundsätzlich keine deutschen Filme und nur bayerische Erstaufführungen zu zeigen – Filme, die vorher den Weg nach Bayern noch nicht gefunden haben. Festivalleiter ist Martin Blankemeyer.

### 2006
2006 fand das Festival erstmals vom 24. bis zum 26. März statt, und zwar im Mathäser-Filmpalast unter dem Namen „MUNICH INTERNATIONAL short film festival“. Bereits damals gab es einen internationalen Wettbewerb mit fünf Programmblöcken, die nach den fünf Geschmacksrichtungen „Sweet“, „Sour“, „Salty“, „Bitter“ und „Unami“ benannt und zusammengestellt sind. Rund 500 Besucher zählte das erste Festival. Die Einreichungen wurden gemeinsam mit anderen Filmfestivals wie den Internationalen Kurzfilmtagen Oberhausen koordiniert.

### 2007
2007 rückte das Festival auf seinen seither beibehaltenen Termin direkt vor dem „großen“ Münchner Filmfest. Am 15. und 16. Juni holte es erstmals die Kinotournee Deutscher Kurzfilmpreis unterwegs nach München, die seither als Best of Germany fester Bestandteil des jährlichen Festivalprogramms ist. Damit zeigte das Festival erstmals auch deutschsprachige Filme.

### 2008
2008 zog das Festival in den Gloria Palast direkt am Stachus um – und dauerte erstmals eine ganze Woche, von Donnerstag, den 12., bis Mittwoch, den 18. Juni. Neben dem internationalen Wettbewerb und Best of Germany gab es erstmals zwei Programmblöcke mit Filmen von Mitgliedern und Freunden der Münchner Filmwerkstatt Boyfriends (u. a. Der Goldene Nazivampir von Absam 2 – Das Geheimnis von Schloß Kottlitz) und Girlfriends. Dieses Konzept wird seither als Friends&Family fortgeführt. In diesem Jahr überschritt die Besucherzahl erstmals die Tausend-Besucher-Marke.

### 2009
2009 wurden erstmals Filmemacher von Beiträgen im internationalen Wettbewerb zum Festival nach München eingeladen, womit vor Ort ein Dialog zwischen Filmschaffenden und Publikum initiiert wurde. Weitere Neuerungen waren 2009 die erstmals abgehaltene zweitägige Masterclass mit dem Regielehrer Mark W. Travis und eine Reihe von Workshops, gehalten von dem Schriftsteller und Filmemacher Klaus Harald Wittig, dem Filmkomponisten Matthias Hornschuh und dem Regisseur Hansjörg Thurn (Barfuß bis zum Hals, Die Wanderhure). Zu den Besuchern der Filmvorführungen gesellten sich erstmals auch Fachbesucher; von ihnen kamen allein rund 200.

### 2010
2010 überschritt das Festival zum Termin 17. bis 23. Juni erstmals die Zweitausend-Besucher-Marke – die Vorführung am Samstagabend um 19 Uhr war die erste ausverkaufte in der Geschichte des Festivals. Auch wurde das Festival in diesem Jahr erstmals vom Kulturreferat der Landeshauptstadt München und die Masterclass, die 2009 vom Drehbuchforscher Christopher Vogler gehalten wurde, vom FilmFernsehFonds Bayern gefördert. Ein besonderer Clou gelang den Festivalmachern im internationalen Wettbewerb: durch geschickte Programmierung und dank dem guten Ruf, den sich das Festival inzwischen auch international erarbeitet hatte, konnte hier im Programm „Salty“ die Europapremiere des Films The New Tenants stattfinden, der gerade erst den Oscar als bester Kurzfilm gewonnen hatte.

### 2011
2011 fand das Festival mit all seinen Bestandteilen internationaler Wettbewerb, Best of Germany, Friends&Family und der Masterclass, gehalten vom Produzenten Roger Corman, vom 16. bis zum 22. Juni statt – und zwar unter seinem neuen Namen KALIBER35. Dazu kommt in diesem Jahr erstmals ein weiterer Wettbewerb: Kurz&Knapp, der Kinosportcup. Hier sind Filmemacher(teams) aufgerufen, binnen nur 35 Stunden einen kompletten Kurzfilm zu schreiben, zu planen, zu drehen, zu schneiden, zu vertonen und auszuspielen.

### 2012
2012 wurde der Gloria Palast, das Stammhaus des KALIBER35 Munich International Short Filmfestivals, renoviert, und das Festival fand daher erstmals an verteilten Spielstätten statt. Der Eröffnungsabend am Donnerstag, den 21. Juni, und das Festivalende von Montag, den 25., bis Mittwoch, den 27. Juni, fanden in der film.coop im Münchner Westend statt, das Festivalwochenende dazwischen in den City-Kinos auf der Sonnenstraße. Neben den Klassikern INTERNATIONALER WETTBEWERB, BEST OF GERMANY, FRIENDS&FAMILY und dem KURZ&KNAPP Kinosportcup zeigte das Festival erstmal einen Showcase von Filmen aus dem NISI MASA, dessen deutscher Arm die Münchner Filmwerkstatt ist. 

### 2013
2013 fand das Festival in Monopol Kino statt und KURZ&KNAPP im Filmtheater Sendlinger Tor.  Das Programm bestand aus INTERNATIONALER WETTBEWERB, BEST OF GERMANY und KURZ&KNAPP Kinosportcup. 

### 2014
2014 fand das Festival wieder in derselben Location statt (Monopol Kino und Sendlinger Tor). KURZ&KNAAP erfreute mit enorm vielen Teilnehmern und das Festival gewinnt an Bekanntheit. Es wurden viele wunderbare Filme aus aller Welt gezeigt. 

### 2015
2015 fand das Festival vom 18. bis 24. Juni im Monopol-Kino am Nordbad und im Filmtheater Am Sendlinger Tor statt. KALIBER35 feierte dabei sein zehnjähriges Bestehen.

### 2016
2016 fand das Festival vom 17. bis 19. Juni statt.